# Быстрино (Вологодская область)
Быстрино — деревня в Череповецком районе Вологодской области.
Входит в состав Мяксинского сельского поселения, с точки зрения административно-территориального деления — в Мяксинский сельсовет.
Расстояние по автодороге до районного центра Череповца — 30 км, до центра муниципального образования Мяксы — 2 км. Ближайшие населённые пункты — Лукинское, Хламово, Мякса, Вощажниково.
По переписи 2002 года население — 29 человек (11 мужчин, 18 женщин). Преобладающая национальность — русские (90 %).